# Paul Véronge de la Nux
Paul Véronge de La Nux (Fontainebleau, 29 giugno 1853 – Parigi, 6 giugno 1928) è stato un compositore francese.

## Biografia
Figlio di Marc Véronge de la Nux, che sarà l'insegnante di pianoforte dello scrittore André Gide, Paul crebbe nella musica fin dai suoi primi anni di vita e prese le prime lezioni di Pianoforte dal padre. Entrò quindi al Conservatorio di Parigi, dove studiò Pianoforte con Georges Mathias e composizione con François Bazin. Nel 1874 partecipò al concorso Prix de Rome vincendo il secondo premio dietro Léon Erhart. Nel 1876, con la cantata Judith (su parole di Paul Alexandre) condivise il Primo Premio con Paul Hillemacher. A Roma scrisse una Overture sinfonica e frammenti di due opere, David Rizzio (1877) e Lucréce (1878).
Al suo ritorno da Villa Medici, nel 1881, lavorò al Théâtre de la Renaissance. Nel 1903 fu nominato Ispettore per l'educazione musicale al posto di Gustave Canoby, dove rimase fino al pensionamento. In questo incarico fu sostituito da Paul Vidal.
È autore di numerose melodie, brani per pianoforte e musica da camera e una grande opera, Zaïre, rappresentata per la prima volta il 28 maggio 1890 all'Opéra di Parigi. Fra i suoi brani conosciuti, è da ricordare il Solo de Concours per trombone e pianoforte, che era presente nel programma del Vecchio Ordinamento per il Compimento Inferiore della Scuola di Trombone dei Conservatori italiani.
Fu nominato cavaliere della Legion d'onore nel 1892.